# Ranasinghe Premadasa
Ranasinghe Premadasa (in singalese  රණසිංහ ප්‍රේමදාස; in tamil ரணசிங்க பிரேமதாசா; 23 giugno 1924 – Colombo, 1º maggio 1993) è stato un politico singalese.
È stato il terzo Presidente dello Sri Lanka, in carica dal gennaio 1989 al maggio 1993, ossia fino alla sua morte. Venne assassinato in un attacco suicida compiuto dall'LTTE a Colombo.
Inoltre dal febbraio 1978 al gennaio 1989 aveva ricoperto la carica di Primo ministro del Paese. Dal marzo 1965 al gennaio 1989 era stato membro del Parlamento in rappresentanza del distretto elettorale di Colombo Centrale.
Rappresentante del Partito Nazionale Unito, era di religione Buddhista Theravada.